# 2020년 하계 올림픽 페루 선수단
2020년 하계 올림픽 페루 선수단은 2021년 일본 도쿄에서 열린 2020년 하계 올림픽에 참가한 올림픽 페루 선수단이다.
페루는 2020년 도쿄 하계 올림픽에 출전했다. 원래 2020년 7월 24일부터 8월 9일까지 열릴 예정이었던 올림픽은 코로나19 범유행으로 인해 2021년 7월 23일부터 8월 8일로 연기되었다. 1936년 페루 국가 공식 데뷔 이후 페루 선수들은 헬싱키에서 열린 1952년 하계 올림픽을 제외하고 하계 올림픽의 모든 대회에 출전했다.

## 출전 선수
| 종목         | 남자 | 여자 | 전체 |
| ------------ | ---- | ---- | ---- |
| 가라테       | 0    | 1    | 1    |
| 레슬링       | 1    | 0    | 1    |
| 배드민턴     | 0    | 1    | 1    |
| 복싱         | 2    | 0    | 2    |
| 사격         | 3    | 0    | 3    |
| 사이클       | 1    | 0    | 1    |
| 서핑         | 2    | 2    | 4    |
| 수영         | 1    | 1    | 2    |
| 스케이트보드 | 1    | 0    | 1    |
| 역도         | 1    | 0    | 1    |
| 요트         | 1    | 4    | 5    |
| 유도         | 1    | 0    | 1    |
| 육상         | 3    | 5    | 8    |
| 조정         | 1    | 0    | 1    |
| 체조         | 0    | 1    | 1    |
| 테니스       | 1    | 0    | 1    |
| 펜싱         | 0    | 1    | 1    |
| 전체         | 19   | 16   | 35   |

## 같이 보기
- 올림픽 페루 선수단